# 平野屋新蔵
平野屋 新蔵（ひらのや しんぞう、生没年不詳）とは江戸時代末期から明治時代にかけての江戸の地本問屋。

## 来歴
平新、愛錦堂と号す。幕末から明治期にかけて江戸の日本橋万町長三郎地借において地本問屋を営業している。文久1年（1861年）2月に西宮屋新吉から株を譲り受けている。2代目歌川広重、3代目歌川豊国、豊原国周、歌川芳虎、3代目歌川広重の錦絵を出版している。

## 作品
- 2代目歌川広重 「隅田川八景」 大判 錦絵揃物 文久1年
- 3代目歌川豊国 「柳街梨園全盛花一対」 大判 錦絵揃物 元治1年（1864年）
- 豊原国周 「見立白浪八景」 大判 錦絵揃物 慶応1年（1865年）
- 歌川芳虎 「五代目尾上菊五郎の呉服屋清七」 大判 錦絵 明治2年（1869年）
- 3代目歌川広重 「東京名勝図会」